# Llibertàries (pel·lícula)
Llibertàries (originalment en castellà, Libertarias) és una pel·lícula espanyola de Vicente Aranda Ezquerra estrenada el 1996. Posteriorment, va ser estrenada internacionalment el 2004. S'ha doblat al català per TV3, que va emetre-la per primer cop el 5 d'octubre de 2022. L'estrena en català va ser seguida per 97.000 espectadors, cosa que va representar el 9,5% de quota de pantalla.

## Argument
En els primers dies de la Guerra Civil espanyola Maria (Ariadna Gil) una jove monja que fuig del seu convent, coneix casualment un grup de milicianes anarquistes de l'organització feminista del moviment llibertari espanyol anomenada Mujeres Libres, dues militants i una antiga prostituta (Loles León). Les acompanyarà al front de l'Ebre prop de Saragossa, on viurà els rigors de la guerra i de la revolució social espanyola de 1936.

## Repartiment
- Ana Belén: Pilar
- Victoria Abril: Floren
- Ariadna Gil: María
- Blanca Apilánez: Aura
- Laura Mañá: Concha
- Loles León: Charo
- Jorge Sanz: obrer fill
- José Sancho: obrer pare
- Joan Crosas: Boina
- Antonio Dechent	: Faneca
- Miguel Bosé: cura (¿Jesús Arnal?) secretari de Durruti
- Paco Bas: milicià
- Greg Charles: reporter estranger
- Claudia Gravy: madam del bordell
- Francisco Maestre	: Bisbe
- Héctor Colomé: Buenaventura Durruti
- María Galiana: superiora
- Ángeles Martín: Carmen
- Ana Malaver: prostituta
- María Pujalte: Mariona
- Azucena de La Fuente	: Olga
- Isabel Ruiz de la Prada: Anita
- Patricia Vico: Patro
- Mercè Rovira	: Merche
- Antonio Iranzo: milicià
- Antonio Ross: guàrdia civil
- Enrique Villén: milicià
- José Antonio Sánchez: tipus casino
- Luis Hostalot: milicià 1 carretera
- Jesús Ruyman: milicià 2 carretera
- Francisco Hernández: aviador (com Paco Hernández)
- Rosa Novell: oradora
- Victoria Vivas: militant (¿Federica Montseny?) Mujeres Libres
- Joan Grau: acordionista
- Jaroslav Bielski: periodista rus (com Jaroslaw Jielski)
- Esther Rabinaud: pel-roja
- Rodolfo Montero: milicià trinxera
- Álvaro Gómez: sergent trinxera
- Enrique Navarro: cuiner
- Daniel Medrán: milicià
- Víctor Manuel Rivas: milicià
- José Antonio Gallego: oficial nacional suïcida
- Enrique Escudero: milicià
- Gabriel Latorre	: guàrdia d'assalt
- Miguel Zúñiga: metge cementiri
- Manuel Navarro: milicià intel·lectual
- Bruno Squarcia: milicià
- Jesús Alcaide: metge dispensari
- Javier Mas: practicant
- Concha Salinas: miliciana 1
- Milagros Domínguez: miliciana 2
- Ángeles García: miliciana 3
- Laura Inclán: miliciana 4
- Yolanda Pallín: miliciana 5
- Otilia Laiz: miliciana 6
- Lola Acosta: miliciana 7
- Encarna Breis: miliciana 8
- María de las Heras: miliciana 9
- Helena Avilés: miliciana 10
- Ramiro Alonso: milicià conductor
- David Pinilla: oficial nacional trinxera
- Pedro Miguel	: oficial nacional d'assalt
- Antonio Canal: oficial nacional
- José Cerro: cura
- Luis García: soldat nacional
- Rafael Jiménez: tipus 1 presó
- Javier Páez	: tipus 2 presó
- Raúl Pazos: tipus 3 presó
- Ángeles Ladrón de Guevara: camperola
- Antonio Castro: practicant

## Rodatge
La pel·lícula es va rodar en diverses localitzacions del Matarranya i el Baix Aragó com la Freixneda, Calaceit, La Vall de Tormo i Alcanyís.

## Crítiques
Time Out va declarar que la pel·lícula "mereix elogis per la seva perspectiva feminista en el curs de la revolució 1936-1937, quan l'alliberament de la dona era la conseqüència lògica, encara que no gaire reconeguda, constituent dels ideals llibertaris que la classe obrera espanyola es va rebel·lar per defensar.

## Premis i nominacions

### Premis
- 1996. Festival de Cinema de Tòquio - Premi especial del jurat
- 1997. Festival Internacional de Cartagena de Indias - Millor actriu i Premi de la Crítica

### Nominacions
- 1997. Goya a la millor actriu secundària per a Loles León
- 1997. Goya al millor disseny de vestuari per a Javier Artiñano
- 1997. Goya al millor maquillatge i perruqueria per a Juan Pedro Hernández, Ana Lozano, Esther Martín i Manolo García
- 1997. Goya a la millor direcció de producció per a Luis Gutiérrez
- 1997. Goya al millor so per a Carlos Faruolo, Ray Gillon i Ricard Casals
- 1997. Goya als millors efectes especials per a Reyes Abades